# Cryptachaea lota
Cryptachaea lota là một loài nhện trong họ Theridiidae.
Loài này thuộc chi Cryptachaea. Cryptachaea lota được Herbert Walter Levi miêu tả năm 1963.